# Ferenc Pallagi
Ferenc Pallagi (* 23. November 1936 in Budapest) ist ein ehemaliger Offizier in der Volksrepublik Ungarn und zuletzt als Generalmajor (Vezérőrnagy) von 1989 bis 1990 stellvertretender Innenminister und letzter Leiter der für den Staatssicherheitsdienst und die politische Geheimpolizei der Ungarischen Volksrepublik zuständigen Hauptgruppe BM III Staatssicherheit (Állambiztonsági) des Innenministeriums (Belügyminisztérium).

## Leben

### Eintritt in den Staatssicherheitsdienst
Ferenc Pallagi, Sohn von Irén Csiszár, arbeitete nach dem Schulbesuch von 1951 bis 1958 als Werkzeugmacher in einer Telefonfabrik. 1959 trat er als Sergeant (Őrmester) in den Dienst des Innenministeriums (Belügyminisztérium) und war zunächst bis 1962 Techniker in der Abteilung BM XV, in der er 1961 zum Feldwebel (Törzsőrmester) befördert wurde. Danach arbeitete er als Ingenieur 1962 in der Abteilung BM II/10 sowie zwischen 1962 und 1963 in der BM III/V-2 Chemie, Drucktechnik, Dokumentenerstellung (Vegyészet, nyomdatechnika, okmánykészítés) und wurde 1963 zum Unterleutnant (Alhadnagy) befördert. Danach war er für Újpesti Dózsa SC tätig, den Fußballverein der Volkspolizei, und dort zunächst von 1963 bis 1965 Sekretär des Kommunistischen Jugendverbandes KISZ (Kommunista Ifjúsági Szövetség) sowie daraufhin von 1965 bis 1966 stellvertretender Präsident des Vereins. Während dieser wurde er 1964 zum Leutnant (Hadnagy) befördert und schloss zudem 1964 ein Studium an der „Donát Bánki“-Hochschule für Maschinenbau ab. 1966 kehrte er ins Innenministerium zurück und war bis 1968 als Sekretär des KISZ-Komitees des Ministeriums, wobei er 1967 zum Oberleutnant (Főhadnagy) befördert wurde. Nach einem Fernstudium an der Zentralen Offiziersschule der Polizeiakademie (Központi Tiszti Iskola Rendőrtiszti Akadémia) 1968 absolvierte er zwischen 1968 und 1971 ein Studium an der Parteihochschule der Partei der Ungarischen Werktätigen MDP (Magyar Dolgozók Pártja) und wurde dort 1970 zum Hauptmann (Százados) befördert.
Nach seiner Beförderung zum Major (Őrnagy) arbeitete Pallagi mehrere Jahre als Parteifunktionär im Innenministerium, und zwar zunächst zwischen Juli und September 1971 als Chef für politische Arbeit, danach von 1971 bis 1975 als Sekretär des MSZMP-Parteibüros Nr. 10 sowie zuletzt nach seiner Beförderung zum Oberstleutnant (Alezredes) zwischen 1975 und 1977 als Sekretär des MSZMP-Komitees des Ministeriums. Nachdem er 1977 einen zweimonatigen Lehrgang an der Parteihochschule der KPdSU in der Sowjetunion besucht hatte, wurde er 1977 erst stellvertretender Leiter sowie nach seiner Beförderung zum Oberst (Ezredes) von 1978 bis 1985 Leiter der Gruppe BM III/V Einsatztechnik (Operatív technika). Er besuchte 1982 einen Führungslehrgang an der Parteihochschule der MSZMP und erhielt 1984 seine Beförderung zum Generalmajor (Vezérőrnagy).

### Generalmajor, stellvertretender Innenminister, DDR-Flüchtlinge und Zusammenbruch des Kommunismus
Nachdem er zwischen 1985 und 1989 erster stellvertretender Leiter der Hauptgruppe BM III war, wurde Generalmajor Pallagi am 1. Mai 1989 Nachfolger von Generalleutnant Szilveszter Harangozó als stellvertretender Innenminister und zugleich als letzter Leiter der für den Staatssicherheitsdienst und die politische Geheimpolizei der Ungarischen Volksrepublik zuständigen Hauptgruppe BM III Staatssicherheit (Állambiztonsági) des Innenministeriums (Belügyminisztérium).
In seinen Funktionen erfolgte nach der Flucht von DDR-Bürgern die Öffnung der ungarischen Grenze zu Österreich. Er führte im Vorfeld des Falls der Berliner Mauer am 12. Juni 1989 Gespräche mit Vertretern des Ministeriums für Staatssicherheit MfS der DDR unter Leitung von Generalmajor Gerhard Niebling, von 1983 bis 1990 Leiter der Zentralen Koordinierungsgruppe des MfS und als solcher zuständig für die Bekämpfung von flucht- und ausreisewilligen DDR-Bürgern. Niebling und Pallagi vereinbarten dabei, die bisherige Praxis der Übergabe von Flüchtlingen an das MfS beizubehalten. „Der zu erwartende Abbruch wird rechtzeitig angekündigt. Überraschungen sollen dabei ausgeschlossen werden.“
Dabei akzeptierte er grundsätzlich den ihm vorgetragenen Standpunkt des MfS, „dass die politische und die Rechtsordnung der DDR eine Verfolgung von Bürgern der DDR durch den Staat wegen der in der Konvention genannten Gründe ausschließt. Folglich könne es keine Flüchtlinge im Sinne der Konvention aus der DDR geben.“ Den MfS-Emissären teilte er wiederum seinerseits mit, dass künftige Ersuchen legal nach Ungarn eingereister DDR-Bürger auf Anerkennung als politische Flüchtlinge vermutlich einem formalen Überprüfungsverfahren unterzogen werden müssten, was mit einer zeitweiligen Unterbringung der Antragsteller in den noch einzurichtenden Flüchtlingslagern verbunden sein würde. Als sicher könne jedoch gelten, meinte Pallagi im Vorgriff auf die noch zu erwartenden Ergebnisse der künftigen Prüfungsverfahren seine MfS-Partner beruhigen zu können, „dass eine Anerkennung als Flüchtling nicht erfolgt, sondern der Betroffene im Ergebnis der Prüfung aus der Ungarischen Volksrepublik ausgewiesen werden. Eine Ausreise aus der BRD/Österreich oder einem anderen Staat eigener Wahl wird nicht gestattet.“ Trotz aller Zusicherungen mussten die MfS-Emissäre mit dem Eindruck nach Ost-Berlin zurückkehren, dass die „Konsequenzen, die sich aus den innerstaatlichen Praktiken aus der Konvention ergeben, (…) noch weitgehend unklar“ (sind), und mangels Rechtsvorschriften „die Vorstellungen der ungarischen Seite weitgehend unverbindlich bleiben.“ Dabei erklärte er auch, dass seiner Meinung nach die Vorschläge der DDR möglicherweise zur Lösung von Botschaftsbesetzungen geeignet seien, jedoch nicht zur Lösung des Problems in Ungarn. Er müsse feststellen, dass sich die DDR-Bürger zunehmend aggressiv verhalten und in brutalster Weise gegenüber Grenzposten und Angehörigen der Miliz vorgehen. Jeder DDR-Bürger, der im Grenzgebiet oder mit abgelaufenen Reisedokumenten aufgegriffen werde, würde zur unverzüglichen Rückkehr in die DDR aufgefordert. Dem würden die DDR-Bürger nicht nachkommen und stattdessen die Sicherheitsorgane bedrohen. Die DDR solle auch berücksichtigen, dass die Lager in Budapest nicht von Organen der Ungarischen Volksrepublik eingerichtet worden, sondern spontan entstanden seien.

### Entlassung wegen der Abhörung von Oppositionspolitikern 1990
Am 21. Januar 1990 wurde er nach dem Niedergang des Kádár-Systems und des Zusammenbruchs des Kommunismus auf eigenen Wunsch in den Ruhestand versetzt, weil er zuvor Oppositionspolitiker auch noch während der Demokratisierungs-Verhandlungen am Runden Tisch abhören ließ.
Er bestritt in einem Radiointerview rundheraus die Überwachung von Oppositionsparteien und erklärte, er habe die bei der Duna-Gate-Pressekonferenz ausgestellten Dokumente nie zuvor gesehen. Er trug auch vor, „in vollem Bewusstsein seiner Verantwortung, dass der Innenminister diese Dokumente, die nur in einem, internen Bereich der Staatssicherheit erscheinen könnten, nie gesehen habe.“ Wie die parlamentarische Untersuchung von 1990 feststellte, richteten sich solche täglichen operativen Berichte in Angelegenheiten der Staatssicherheit jedoch unter anderem an den Innenminister, den Staatssekretär sowie den für Staatssicherheit zuständigen stellvertretenden Minister, d. h. Ferenc Pallagi. Seine ablehnende Haltung war typisch für die Reaktion des zeitgenössischen Establishments, wie sie sich in der Presse widerspiegelte. In der Folge wurde festgestellt, dass auch nach der Ausrufung der Republik am 23. Oktober 1989 eine Reihe hochrangiger politischer Amtsträger zu den Empfängern der täglichen operativen Informationsmeldungen gehörten. Diese Liste enthielt unter anderem den zeitweiligen Präsidenten der Republik Mátyás Szűrös, den Ministerpräsidenten Miklós Németh, den Staatsminister (und damals möglichen Präsidenten) Imre Pozsgay, den damaligen Außenminister (und späteren Ministerpräsidenten) Gyula Horn sowie den damaligen stellvertretende Ministerpräsident (und späteren Ministerpräsidenten) Péter Medgyessy. Darüber hinaus wurde später festgestellt, dass er noch im Dezember 1989 ausnahmslos die Vernichtung aller Dateien der Gruppe BM III/III anordnete, wozu unter anderem Bürgerberichte, Notizbücher, Namen aller Einsatzkräfte gehörten.

## Weblink
- Pallagi Ferenc. In: Historisches Archiv der Staatssicherheitsdienste (Állambiztonsági Szolgálatok Történeti Levéltára). Abgerufen am 6. März 2023 (ungarisch).